# Prêmio Contigo! Online 2019
Prêmio Contigo! Online 2019

18 de dezembro de 2019
Novela:
A Dona do Pedaço
Série:
Sob Pressão
Atriz – Novela:
Thaís Melchior
Ator – Novela:
Murilo Cezar
Atriz – Série:
Marjorie Estiano
Ator – Série:
Alexandre Nero
Cantora:
Anitta
Cantor:
Wesley Safadão
Prêmio Contigo! de TV 

← 2018  ·  2020 →
O Prêmio Contigo! Online de 2019 foi a terceira edição online feita pela revista Contigo!, para premiar os melhores do ano de 2019.

## Resumo
| Programa                        | Indicações | Prêmios |
| ------------------------------- | ---------- | ------- |
| A Dona do Pedaço                | 9          | 2       |
| Bom Sucesso                     | 7          | 1       |
| As Aventuras de Poliana         | 5          | 4       |
| Órfãos da Terra                 | 5          | 1       |
| Espelho da Vida                 | 4          | 0       |
| Sob Pressão                     | 4          | 2       |
| Verão 90                        | 3          | 0       |
| Malhação: Toda Forma de Amar    | 2          | 0       |
| Malhação: Vidas Brasileiras     | 1          | 0       |
| Filhos da Pátria                | 3          | 1       |
| Topíssima                       | 2          | 0       |
| Segunda Chamada                 | 2          | 0       |
| Sessão de Terapia               | 2          | 0       |
| Shippados                       | 2          | 0       |
| Jezabel                         | 1          | 0       |
| Cine Holliúdy                   | 1          | 0       |
| Carcereiros                     | 1          | 0       |
| Escolinha do Professor Raimundo | 1          | 0       |
| A Praça É Nossa                 | 1          | 1       |
| Tá no Ar: a TV na TV            | 1          | 0       |
| Os Roni                         | 1          | 0       |
| Zorra                           | 1          | 0       |

## Vencedores e indicados
| Melhor Novela | Melhor Série |
| --- | --- |
| - A Dona do Pedaço - (TV Globo) - Bom Sucesso - (TV Globo) - Espelho da Vida - (TV Globo) - Órfãos da Terra - (TV Globo) - Topíssima - (RecordTV) | - Sob Pressão - (TV Globo) - Filhos da Pátria - (TV Globo) - Segunda Chamada - (TV Globo) - Sessão de Terapia - (Globoplay) - Shippados - (Globoplay)                                                     |
| Melhor Atriz de Novela | Melhor Ator de Novela |

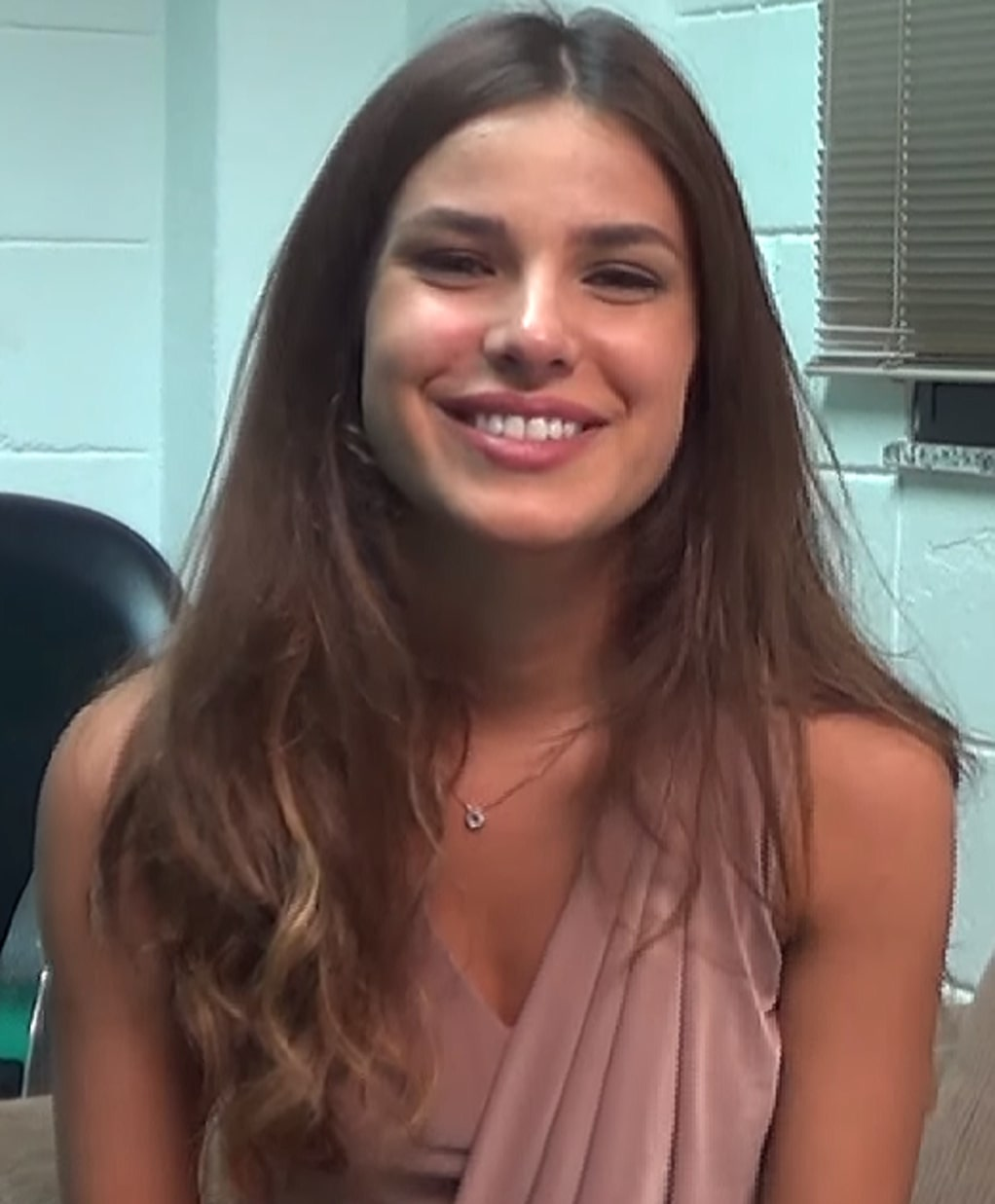
Thaís Melchior, Atriz de Novela

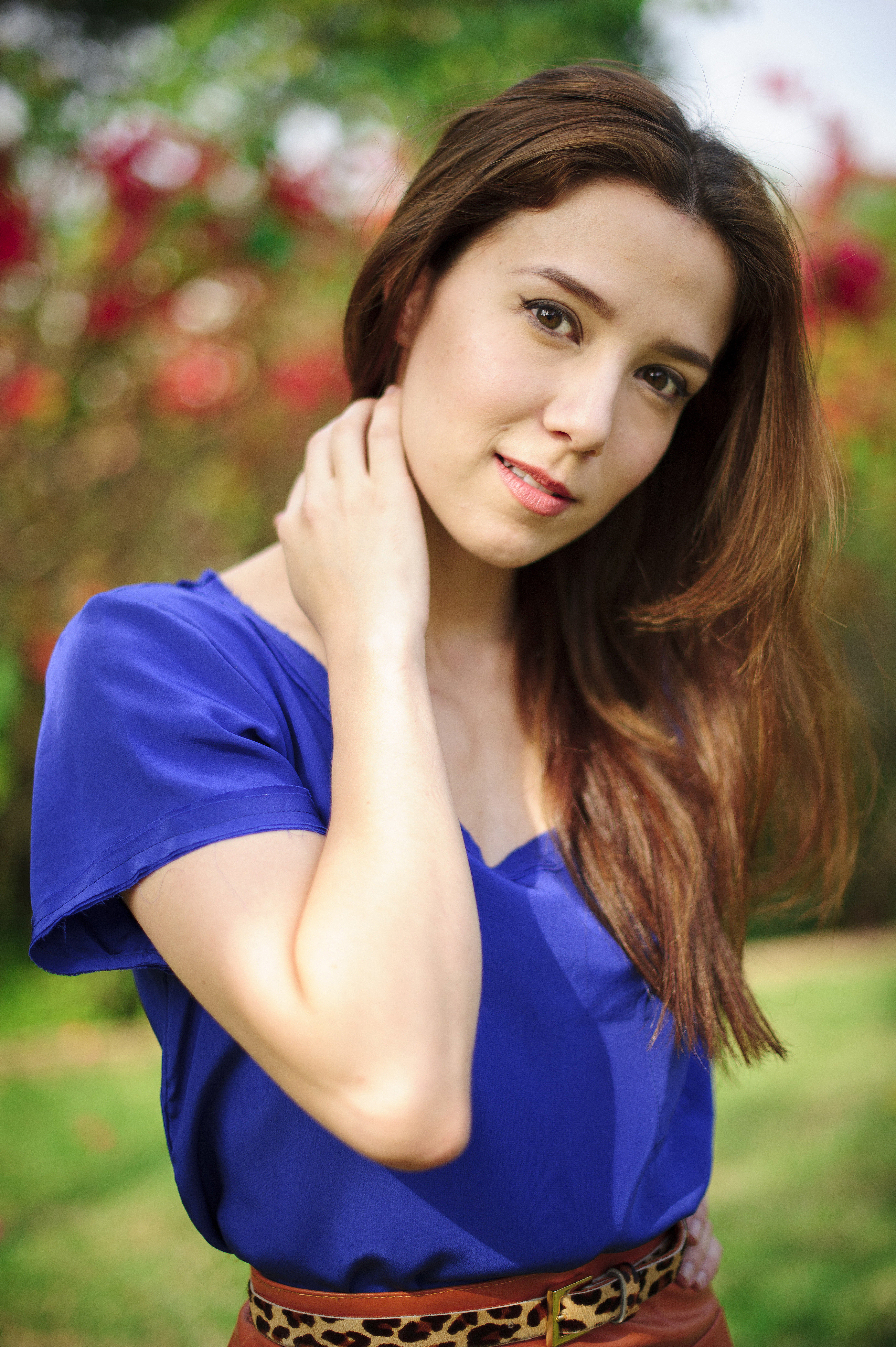
Marjorie Estiano, Atriz de Série

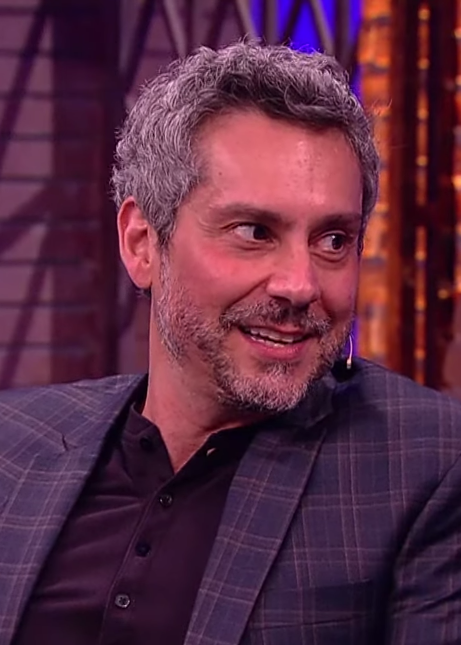
Alexandre Nero, Ator de Série

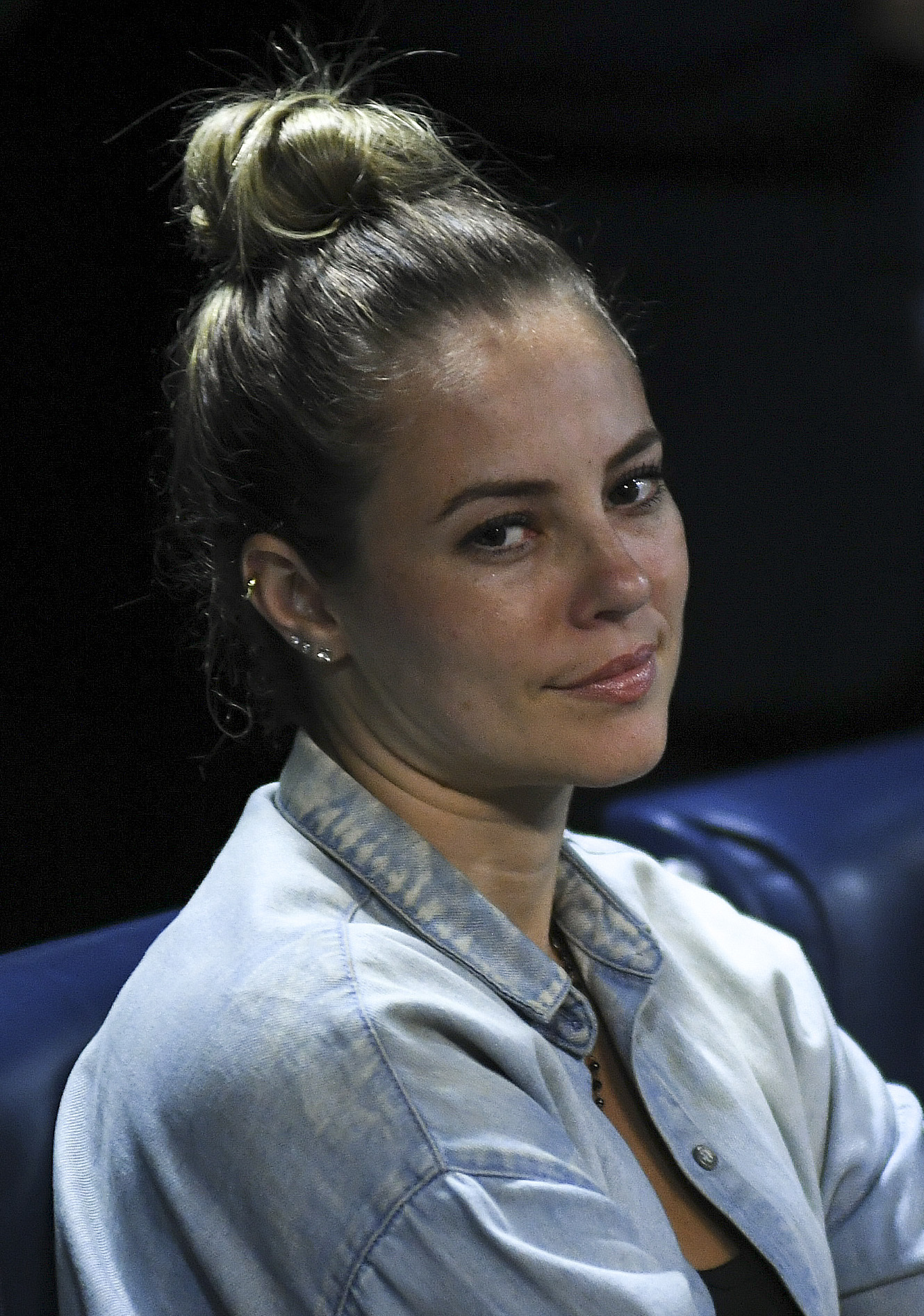
Paolla Oliveira, Atriz Coadjuvante

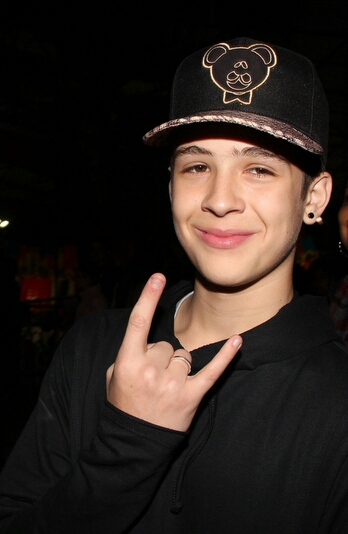
João Guilherme, Ator Coadjuvante

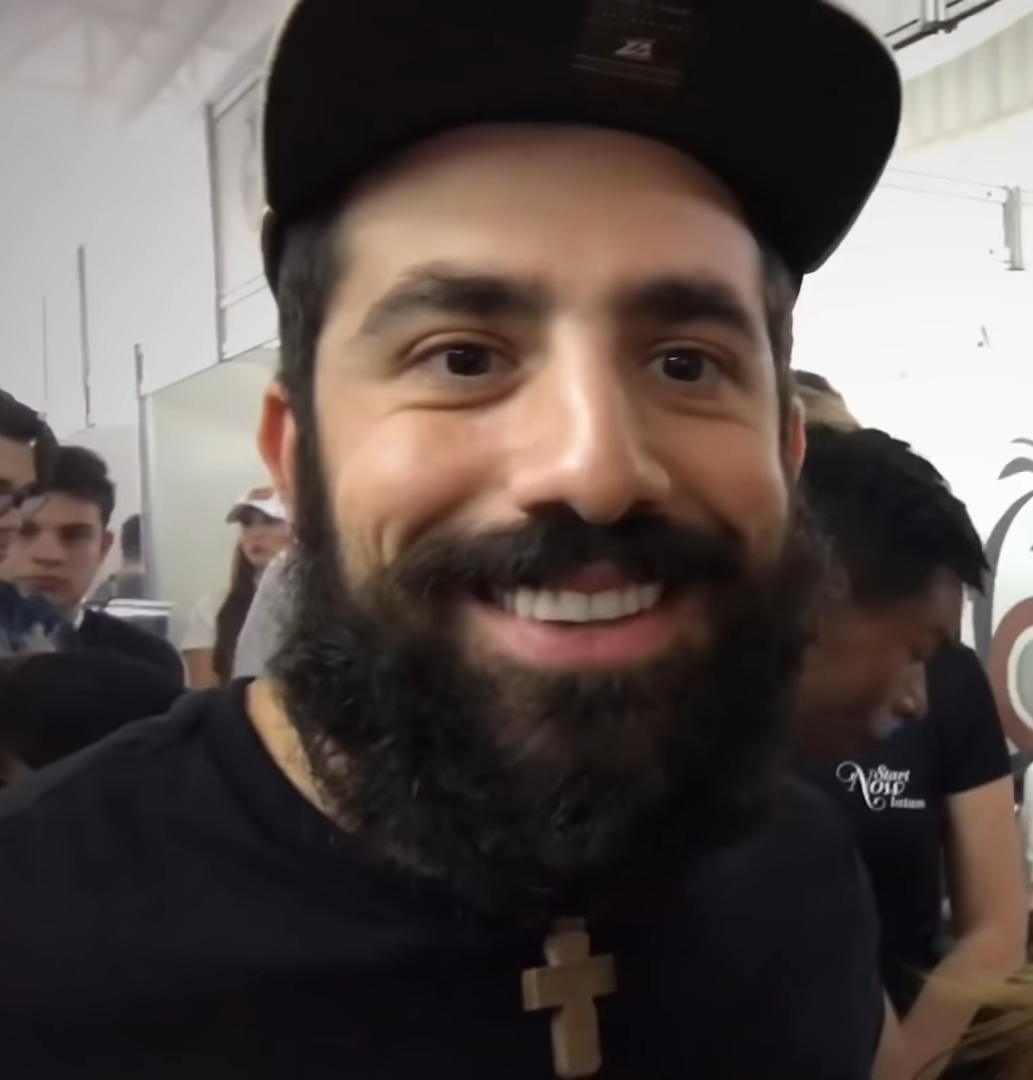
Kaysar Dadour, Revelação da TV

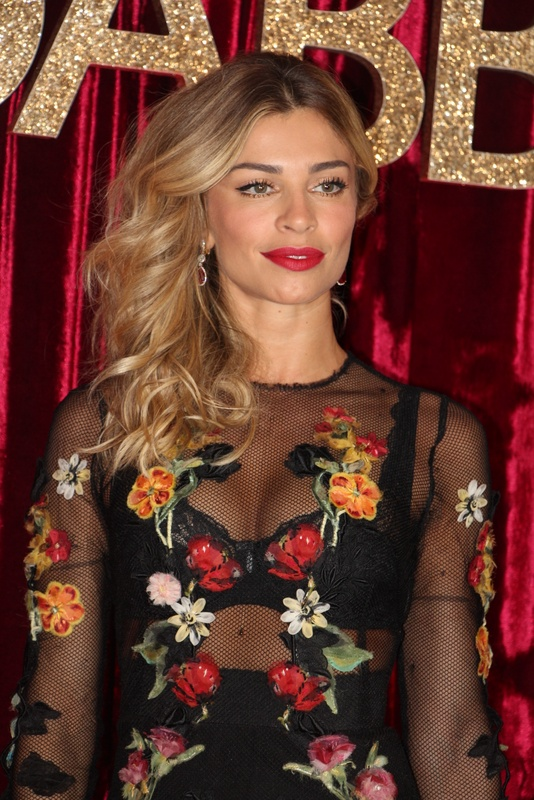
Grazi Massafera, Par Romântico

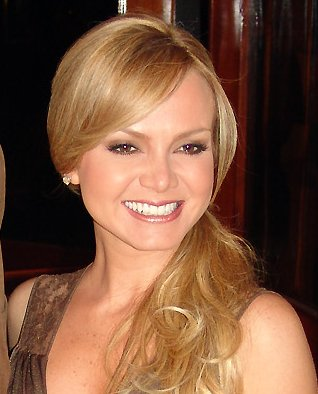
Eliana, Apresentadora

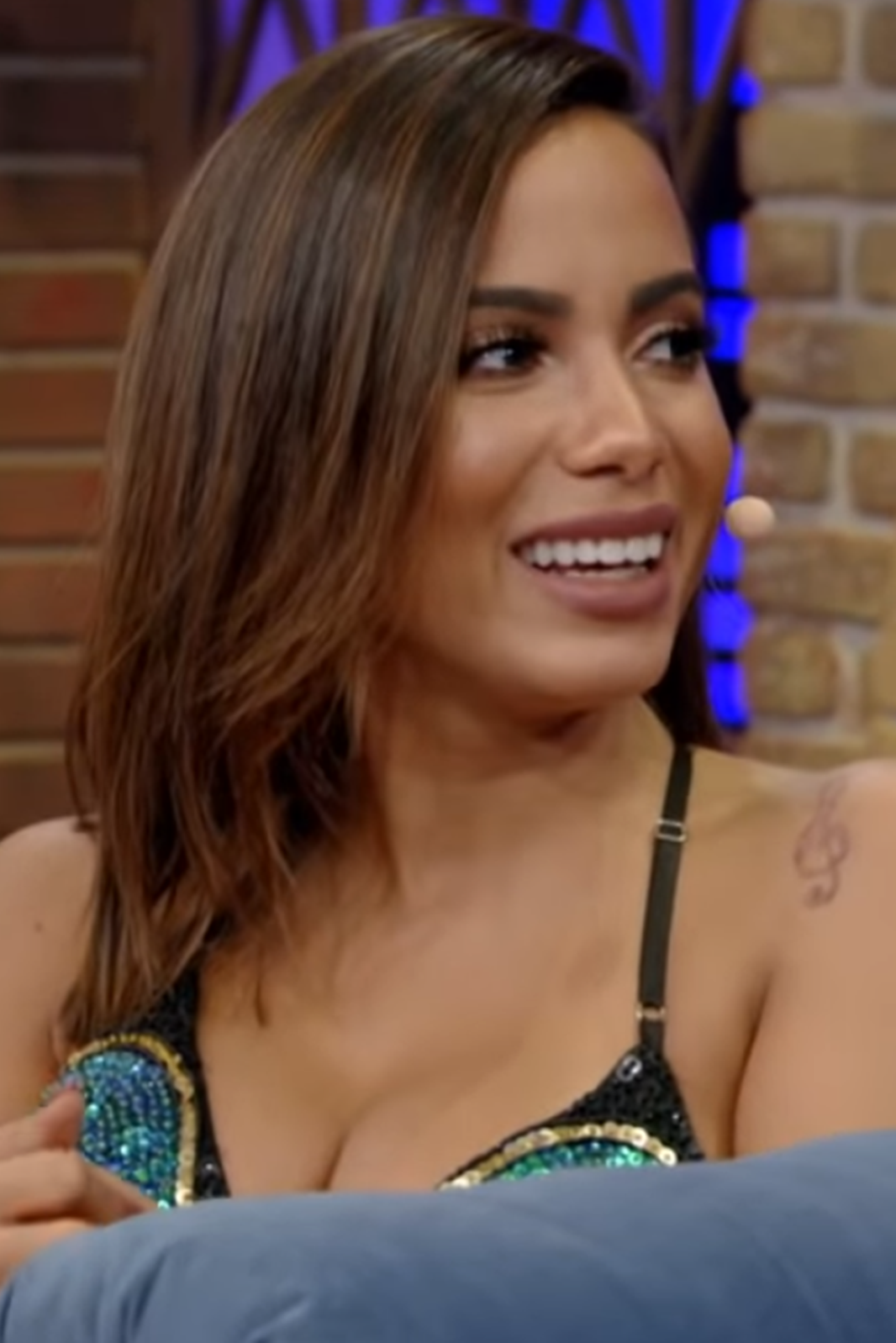
Anitta, Cantora

| - Thaís Melchior - (As Aventuras de Poliana) - Alinne Moraes - (Espelho da Vida) - Camila Rodrigues - (Topíssima) - Grazi Massafera - (Bom Sucesso) - Juliana Paes - (A Dona do Pedaço)                                                                                            | - Murilo Cezar - (As Aventuras de Poliana) - André Bankoff - (Jezabel) - Antônio Fagundes - (Bom Sucesso) - Rafael Cardoso - (Espelho da Vida) - Renato Góes - (Órfãos da Terra)                          |
| Melhor Atriz de Série | Melhor Ator de Série |
| - Marjorie Estiano - (Sob Pressão) - Débora Bloch - (Segunda Chamada) - Fernanda Torres - (Filhos da Pátria) - Letícia Colin - (Cine Holliúdy) - Tatá Werneck - (Shippados) | - Alexandre Nero - (Filhos da Pátria) - Cauã Reymond - (Ilha de Ferro) - Júlio Andrade - (Sob Pressão) - Rodrigo Lombardi - (Carcereiros) - Selton Mello - (Sessão de Terapia)                            |
| Melhor Atriz Coadjuvante | Melhor Ator Coadjuvante |
| - Paolla Oliveira - (A Dona do Pedaço) - Agatha Moreira - (A Dona do Pedaço) - Claudia Raia - (Verão 90) - Drica Moraes - (Sob Pressão) - Larissa Manoela - (As Aventuras de Poliana)                                                                                              | - João Guilherme - (As Aventuras de Poliana) - Armando Babaioff - (Bom Sucesso) - Jesuíta Barbosa - (Verão 90) - Lee Taylor - (A Dona do Pedaço) - Sérgio Guizé - (A Dona do Pedaço)                      |
| Revelação da TV | Melhor Ator/Atriz Mirim |
| - Kaysar Dadour - (Órfãos da Terra) - Alanis Guillen - (Malhação: Toda Forma de Amar) - Carol Garcia - (A Dona do Pedaço) - Glamour Garcia - (A Dona do Pedaço) - Orlando Caldeira - (Verão 90)                                                                                    | - Sophia Valverde - (As Aventuras de Poliana) - Breno Dellatorre - (Órfãos da Terra) - João Bravo - (Bom Sucesso) - Maria Alice Guedes - (Malhação: Vidas Brasileiras) - Valentina Vieira - (Bom Sucesso) |
| Melhor Par Romântico | Melhor Humorístico |
| - Grazi Massafera e Rômulo Estrela - (Bom Sucesso) - Julia Dalavia e Renato Góes - (Órfãos da Terra)· - Paolla Oliveira e Sérgio Guizé - (A Dona do Pedaço) - Alanis Guillen e Pedro Novaes - (Malhação: Toda Forma de Amar) - Vitória Strada e Rafael Cardoso - (Espelho da Vida) | - A Praça É Nossa - (SBT) - Escolinha do Professor Raimundo - (TV Globo) - Tá no Ar: a TV na TV - (TV Globo) - Os Roni - (Multishow) - Zorra - (TV Globo)                                                 |
| Melhor Programa de Auditório | Melhor Programa de Variedades |
| - Programa Silvio Santos - (SBT) - Altas Horas - (TV Globo) - Domingão do Faustão - (TV Globo) - Hora do Faro - (RecordTV) - Eliana - (SBT) | - Fofocalizando - (SBT) - Encontro com Fátima Bernardes - (TV Globo) - Mais Você - (TV Globo) - Mulheres - (Gazeta) - A Tarde É Sua - (RedeTV!)                                                           |
| Melhor Reality Show | Melhor Talk Show |
| - Bake Off Brasil: Mão na Massa - (SBT) - De Férias com o Ex: Celebs - (MTV) - Pesadelo na Cozinha - (Rede Bandeirantes) - Popstar - (TV Globo) - The Voice Kids - (TV Globo) | - The Noite com Danilo Gentili - (SBT) - Casos de Família - (SBT) - Conversa com Bial - (TV Globo) - Lady Night - (Multishow) - Que História É Essa, Porchat? - (GNT)                                     |
| Melhor Apresentador | Melhor Apresentadora |
| - Silvio Santos - (Programa Silvio Santos) - Fausto Silva - (Domingão do Faustão) - Gugu Liberato - (Canta Comigo) - Rodrigo Faro - (Hora do Faro) - Tiago Leifert - (Big Brother Brasil)                                                                                          | - Eliana - (Eliana) - Ana Maria Braga - (Mais Você) - Christina Rocha - (Casos de Família) - Rebeca Abravanel - (Roda a Roda) - Regina Volpato - (Mulheres)                                               |
| Melhor Programa Infantojuvenil | Melhor Âncora |
| - Programa da Maisa - (SBT) - Bom Dia & Cia - (SBT) - Clube da Anittinha - (Gloob) - D.P.A.: Detetives do Prédio Azul - (Gloob) - Escola de Gênios - (Gloob) | - Adriana Araújo - (Jornal da Record) - Chico Pinheiro - (Bom Dia Brasil) - Maju Coutinho - (Jornal Hoje) - Renata Lo Prete - (Jornal da Globo) - Renata Vasconcellos - (Jornal Nacional)                 |
| Melhor Cantora | Melhor Cantor |
| - Anitta - Iza - Luísa Sonza - Ludmilla - Marília Mendonça | - Wesley Safadão - Dilsinho - Gusttavo Lima - Luan Santana - Thiaguinho |
| Melhor Dupla Sertaneja | Revelação Musical |
| - Simone & Simaria - Fernando & Sorocaba - Henrique & Juliano - Maiara & Maraisa - Zé Neto & Cristiano | - Now United - Duda Beat - Jão - Lagum - Vitão |
| Música do Ano | Youtuber do Ano |
| - "Todo Mundo Vai Sofrer" - Marília Mendonça - "Atrasadinha" - Felipe Araújo e Ferrugem - "Cem Mil" - Gusttavo Lima - "Gelo" – Melim - "Onda Diferente" - Anitta e Ludmilla | - Felipe Neto - Antonia Fontenelle - Geisy Arruda - Giovanna Ewbank - Leda Nagle |
| Influenciador do Ano | |
| - Carlinhos Maia - Bianca Andrade - Carol Dantas - Gracyanne Barbosa - Whindersson Nunes | |